# Hosahalli, Hassan
Hosahalli là một làng thuộc tehsil Hassan, huyện Hassan, bang Karnataka, Ấn Độ.